# Antonia San Juan
Antonia San Juan (Las Palmas de Gran Canària, 22 de maig del 1961) és una actriu, directora i guionista espanyola.
L'any 1999 va treballar a Todo sobre mi madre, on interpretava el personatge d'Agrado. Va participar en programes com El club de la comèdia i va fer obres de teatre com Otras mujeres i Las que faltaban. El 2009 es va incorporar a La que se avecina interpretant Estela Reynolds, fins al 2010. El 2012 retornarà a la sèrie. El 1996 va conèixer el també actor Luis Miguel Seguí amb qui es va casar fins a l'any 2015, quan van anunciar la seva separació.
El 2011 va protagonitzar Lo mejor de Antonia San Juan i el 2012, De cintura para abajo.

## Filmografia

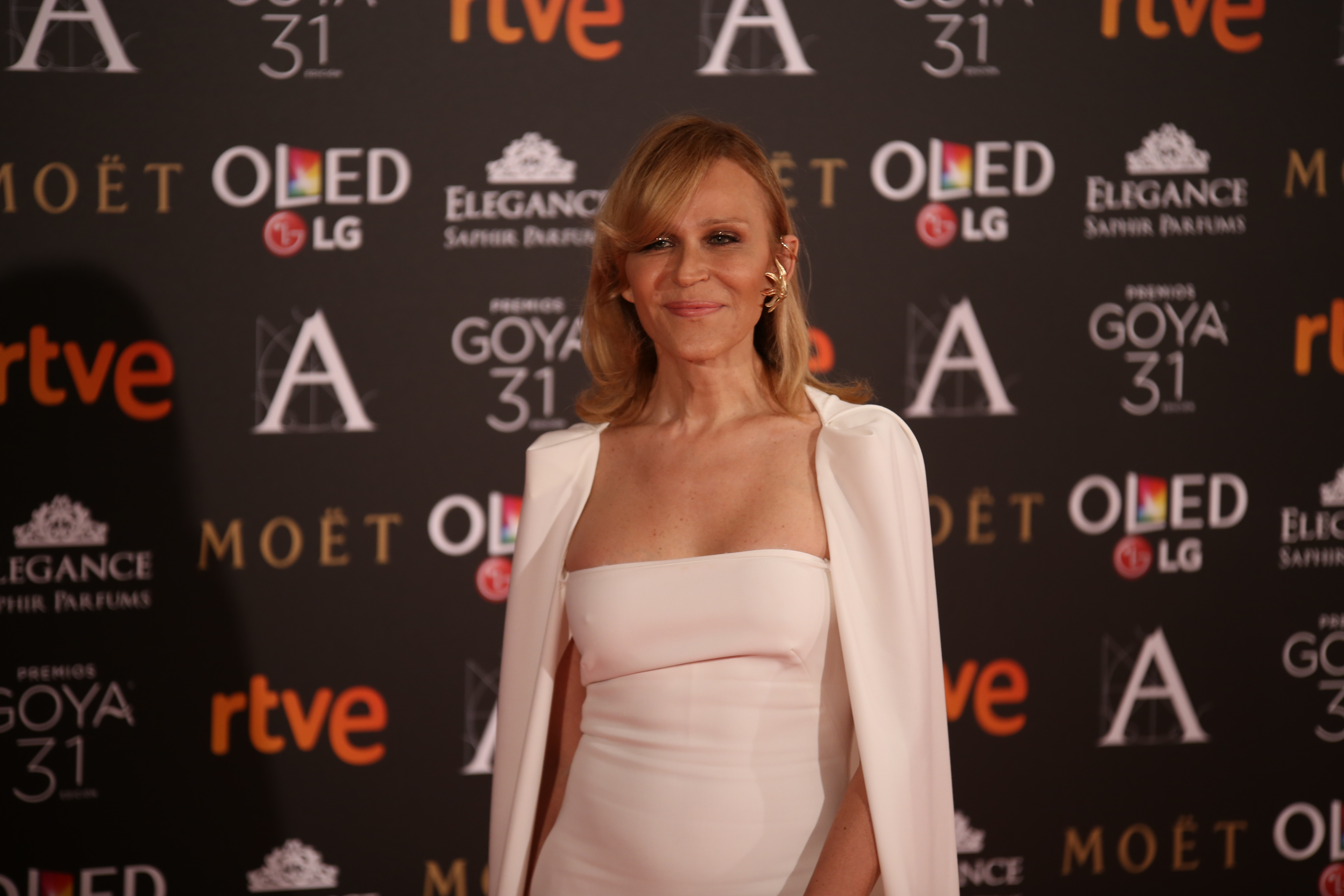
Antonia San Juan als Premis Goya 2017

### Cinema
Com a actriu
| - Deshinchados (1989) - La vida siempre es corta (1994-1996) - Perdona bonita, pero Lucas me quería a mí (1997) - El grito en el cielo (1998) - La primera noche de mi vida (1998) - Hongos(1999) - Todo sobre mi madre (1999) - Manolito Gafotas (1999) - Ataque verbal (1999) - Asfalto (2000) - El pan de cada día (2000) - V. O. (2001) - Amnesia. (2001) - Venganza(2002) - Piedras (2002) - La balsa de piedra (2002) - Octavia (2002) - Colours (2003) - 238 (2003) - "Lamento"(2021) | - Te llevas la palma (2004) - Monógamo sucesivo (2005) - Un buen día (2005) - Un dulce despertar (2005) - La maldad de las cosas (2005) - La nevera (2005) - El hambre (2005) - La china (2005) - La familia española (2006) - Palomita mía (2006) - La caja (2006) - ¿Infidelidad? (2007) - Tú eliges (2009) - A las once (2009) - La que se avecina (2009-2010, 2013-present)) - Del lado del verano (2011) - Bared 2011) - Desechos, como Sonia 2012) - Frágiles 2012) - Run a Way 2012) - El hoyo (2019) |

| Com a direcció - V.O.(2001) - Te llevas la palma (2004) - La china (2005) - La familia española (2006) - Tú eliges (2009) - A las once (2009) - Del lado del verano (2011) | Com a guionista - La china (2005) - Tú eliges (2009) - A las once (2009) - Del lado del verano (2011) |

## Premis, nominacions i reconeixements[4]
| Any  | Premi                                                                  | Categoria                                                                             | Títol               | Resultat   |
| ---- | ---------------------------------------------------------------------- | ------------------------------------------------------------------------------------- | ------------------- | ---------- |
| 1999 | Unió d'Actors (Espanya)                                                | Premi a la Millor Interpretació Secundària                                            | Todo sobre mi madre | Guanyadora |
| 1999 | Premis Goya                                                            | Millor Actriu Revelació                                                               | Todo sobre mi madre | Nominada   |
| 1999 | Satellite Awards                                                       | Millor Actriu de Repartiment (comèdia o musical)                                      | Todo sobre mi madre | Nominada   |
| 1999 | Cercle d'Escriptors Cinematogràfics (Espanya)                          | Millor Actriu Secundària                                                              | Todo sobre mi madre | Nominada   |
| 1999 | Premis Chlotrudis                                                      | Millor Actriu de Repartiment                                                          | Todo sobre mi madre | Nominada   |
| 2000 | Ambaixada Espanyola a Argentina                                        | Millor actriu                                                                         |                     | Guanyadora |
| 2000 | país de las Tentaciones                                                | Millor muntatge                                                                       | Otras Mujeres       | Guanyadora |
| 2000 | Grupo Cero                                                             | Premi a la dona treballadora                                                          |                     |            |
| 2001 | Festival Internacional de Cinema Documental i Curtmetratge de Bilbao   | Gran Premi de Cinema Espanyol                                                         |                     | Guanyadora |
| 2002 | Premis Goya                                                            | Millor curtmetratge de ficció                                                         | V.O                 | Nominada   |
| 2002 | Festival de Curtmetratges d'Arona                                      | Premi a la Millor Interpretació Femenina                                              |                     | Guanyadora |
| 2004 | I Mostra Cinematogràfica Ciutat d'Alacant                              | Menció carrera professional                                                           |                     |            |
| 2005 | Festival de Cinema d'Alacant                                           | Premi al millor curtmetratge                                                          | La China            | Guanyadora |
| 2005 | Fòrum Internacional de Cinema de Monterrey, Mèxic                      | Homenatge a la seva trajectòria professional                                          |                     |            |
| 2005 | Festival de cinema d'Osca                                              | Premi especial "Ciutat d'Osca" per la seva destacada tasca en el món del curtmetratge |                     |            |
| 2005 | Festival Internacional de Curtmetratges de Palm Springs                | Premi del Jurat                                                                       | La China            | Guanyadora |
| 2005 | New York City Short Film Festival                                      | Premi al Millor Curtmetratge Estranger                                                | La China            | Guanyadora |
| 2005 | New York City Short Film Festiva                                       | Audience Choice Awards                                                                | La China            | Nominada   |
| 2005 | Festival de Cinema d'Alacant                                           | Premi "Ciutat d'Alacant"                                                              |                     |            |
| 2006 | Premis Telón Chivas                                                    | Premi a la Millor Intèrpret Còmica                                                    | Las que faltaban    | Guanyadora |
| 2007 | Festival de Curtmetratge Contraplano                                   | Padrina d'Honor                                                                       |                     |            |
| 2012 | Festival de Cinema d'Alacant                                           | Premi Tessel d'Or a la Millor Pel·lícula                                              | Del lado del verano | Guanyadora |
|      | Títol de «Filla predilecta" de la ciutat de Las Palmas de Gran Canaria |                                                                                       |                     |            |
|      | Medalla d'Or de Canàries de les Arts Escèniques                        |                                                                                       |                     |            |